# Jaime de Mora y Aragón

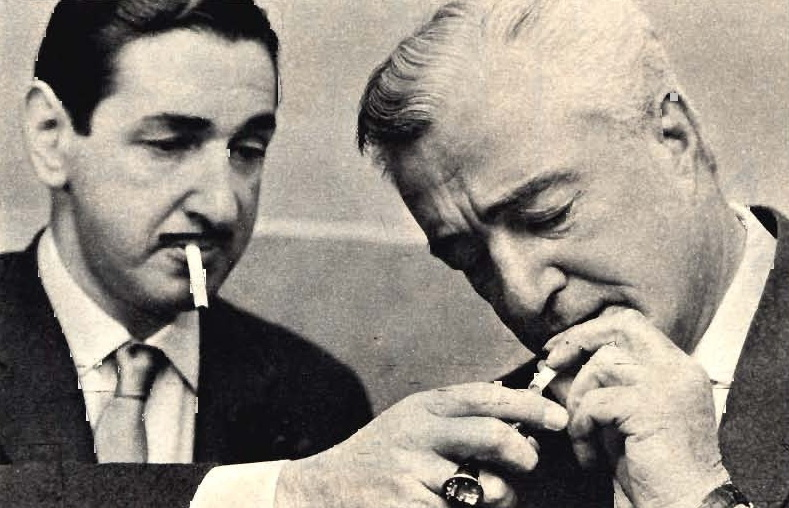
Jaime de Mora y Aragón și Vittorio De Sica la Roma, pe platoul filmului italian Judecata de Apoi (1961)

Jaime de Mora y Aragón (n. 18 iulie 1925, Madrid, Noua Castilie⁠(d), Spania – d. 26 iulie 1995, Marbella⁠(d), Andaluzia, Spania) a fost un arisocrat, actor de teatru, de film și pianist spaniol. A jucat în peste treizeci de filme, printre cele mai cunoscute filme ale sale se numără 

## Biografie
Jaime de Mora y Aragón este fiul lui Gonzalo de Mora y Fernández, marchiz de Casa Riera, membru al înaltei nobilimi spaniole, și al lui Blanca de Aragón y Carrillo de Albornoz, marchiză de Casa Torres. Este fratele reginei Fabiola, regina Belgienilor, soția regelui Baudouin.
Este înmormântat în Marbella, oraș în care a activat în sectorul turismului. Văduva sa, Margit (născută Ohlson), un fost model suedez, care era a doua sa soție, a decedat în 2019..
A jucat, printre altele, un rol în filmul lui Gérard Oury, Mania grandorii, alături de Louis de Funès și Yves Montand care au jucat rolurile principale. El a întruchipat un Grande de Spania.

## Filmografie selectivă
- 1961 Judecata de apoi (Il giudizio universale), regia Vittorio De Sica
- 1961 Adieu, Lebewohl, Goodbye, regia Paul Martin
- 1963 Las cuatro noches de la luna llena, regia Sobey Martin
- 1964 ¡¡Arriba las mujeres!!, regia Julio Salvador
- 1967 Mi secretaria está loca, loca, loca, regia Alberto Du Bois
- 1969 El abogado, el alcalde y el notario, regia José María Font-Espina
- 1969 Carola de día, Carola de noche, regia Jaime de Armiñán
- 1969 El taxi de los conflictos (El taxi de los conflictos), regia Antonio Ozores și José Luis Sáenz de Heredia
- 1969 Un adulterio decente, regia Javier Aguirre
- 1970 Pierna creciente, falda menguante, regia Javier Aguirre
- 1970 Los extremeños se tocan, regia Alfonso Paso
- 1970 El apartamento de la tentación, regia Julio Buchs
- 1971 Hay que educar a papá, regia Pedro Lazaga
- 1971 Nicolae si Alexandra (Nicolás y Alejandra), regia Franklin Schaffner
- 1971 Las amantes del diablo, regia José María Elorrieta
- 1971 Mania grandorii (La folie des grandeurs), regia Gérard Oury
- 1971 Simón, contamos contigo, regia Ramón Fernández
- 1972 Dragoste, suferință și tot tacâmul (Love and Pain and the Whole Damn Thing), regia Alan J. Pakula
- 1973 Crazy - total verrückt, regia Franz Josef Gottlieb
- 1974 Matrimonio al desnudo, regia Ramón Fernández
- 1974 Sex o no sex, regia Julio Diamante
- 1975 Strip-tease a la inglesa, regia José Luis Madrid
- 1978 Pepito Piscinas, regia Luis María Delgado